# Meloe coarctatus
Meloe coarctatus là một loài bọ cánh cứng trong họ Meloidae. Loài này được Motschulsky miêu tả khoa học năm 1858.